# Epitausa phanerosema
Epitausa phanerosema là một loài bướm đêm trong họ Erebidae.